# Истина о Буњевцима и Шокцима
Истина о Буњевцима и Шокцима је брошура Александра Мартиновића објављена 1940. г. под издаваштвом Српског културног клуба у Суботици након потписивања споразума Цветковић-Мачек, у време ратног притиска и политичких превирања. Мартиновић образлаже теорију о српском пореклу Буњеваца, позивајући се на радове Доситеја Обрадовића, Вука Караџића, Јована Скерлића, Јована Ердељановића, али и Павла Шафарика, Имбре Ткалца Игњатијевића, Ивана Ивањија и др. Како оцењује др Саша Марковић, Мартиновићева реторика, иако је намеравала да се заснива на научном објашњењу проблематичног питања, клизила је у политички памфлет.